# France Krašovec
France Krašovec (tudi Franjo Krašovec in France  Kraševec), slovenski gospodarstvenik in publicist, * 28. januar 1883, Celje, † 13. april 1948, Buenos Aires.
Rodil se je očetu zlatarju in restavratorju Francu in materi Kristini (rojena Kajzer). Študiral je na trgovski akademiji v Pragi, odšel leta 1911 v Köln in tu absolviral narodno gospodarstvo. V Kölnu je postal član slovenskega društva Gorjup. V letih 1905 do 1908 je pod imenom Franjo Krašovec v periodiki objavljal potopisne in druge prispevke ter jih leta 1908 natisnil še knjižno; zbirka je doživela več ugodnih kritik. Leta 1912 se je odselil v Buenos Aires in do 1. svetovne vojne sodeloval z Janezom Evangelistom Krekom in Ivanom Hribarjem v domovini. Leta 1915 je postal član Centra Jadran za Južni Atlantik, v katerem je postal predsednik slovenskega odseka. Leta 1926 je napisal serijo člankov o jugoslovanskih izseljencih v Argentini, ki so bili objavljeni v časopisu Slovenec. V začetku leta 1933 je postal sodelavec časopisov Duhovno življenje in Novi list (oba sta izhajala v Buenos Airesu) in v njih objavljal gospodarske in zgodovinske članke. Poznan je bil tudi po "Daliborjevih Argentinskih filmih", ki jih je snemal na svojih potovanjih. Krašovec sodi med najpomembnejše kroniste slovenskih in jugoslovanskih izseljencev v Argentini.